# Station Iłowiec
Station Iłowiec is een spoorwegstation in de Poolse plaats Pecna.